# Антоні ван Левенгук

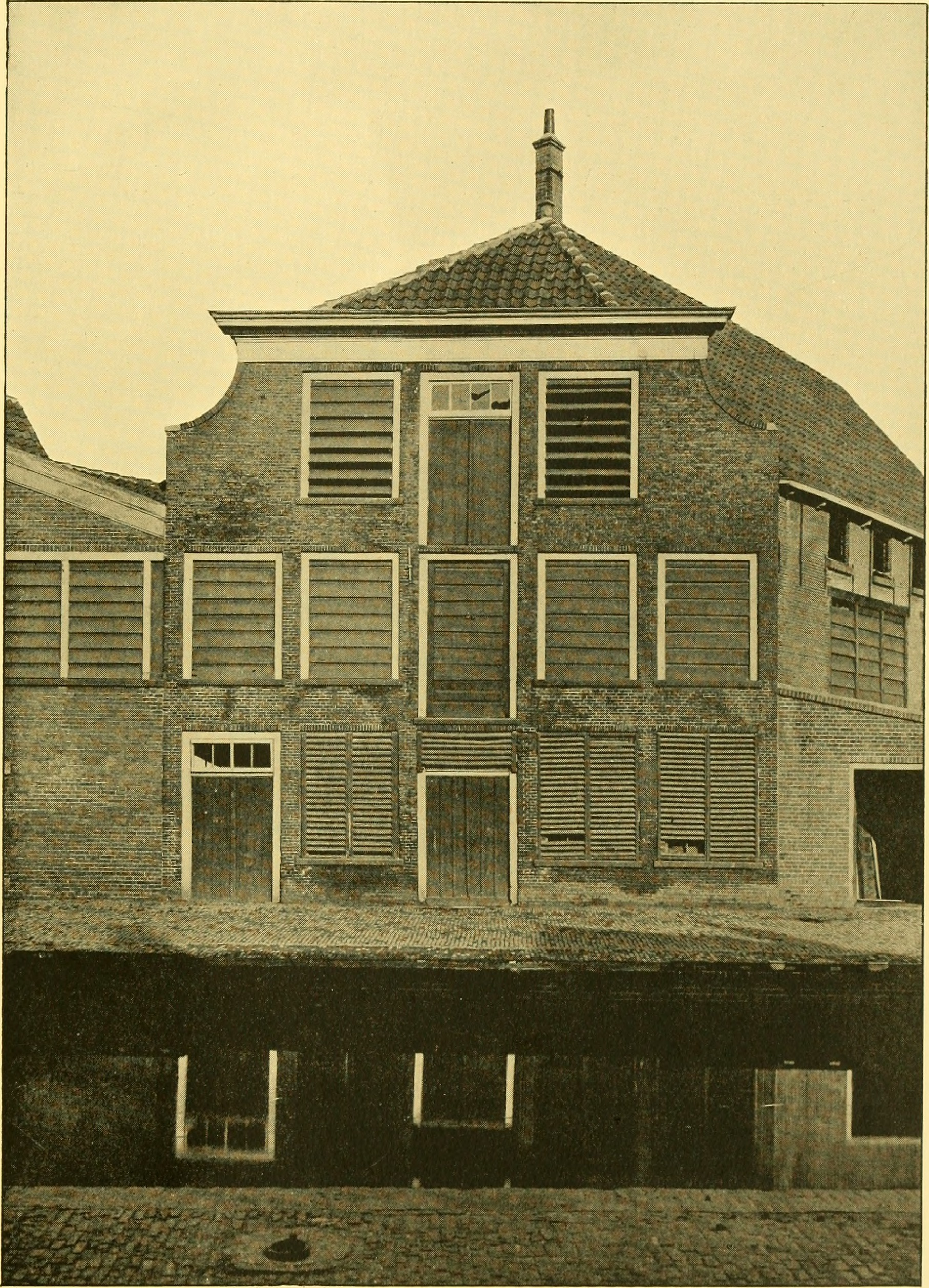
Будинок, в якому народився Левенгук. Знімок 1926 року (до теперішнього часу будинок не зберігся).

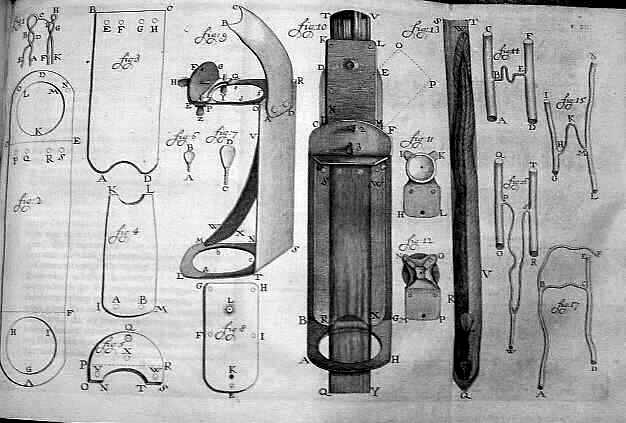
Мікроскоп Левенгука на малюнку Генрі Бейкера

Антоні ван Левенгук (нід. Antoni van Leeuwenhoek; 24 жовтня 1632, Делфт — 26 серпня 1723, Делфт) — голландський натураліст, який значно вдосконалив мікроскоп, основоположник наукової мікроскопії, член Лондонського королівського товариства (з 1680 року), вперше в історії за допомогою свого мікроскопа спостерігав мікроскопічну будову різних форм живих організмів. Зустрічаються різні варіанти написання імені ученого — Антон, Антоні, Антоній і Антоніус.

## Життєпис
Антоні ван Левенгук народився 24 жовтня 1632 року в Делфті в сім'ї майстра-кошикаря Філіпса Тонісзона. Антоні узяв собі прізвище Левенгук за назвою сусідніх з його будинком «Левових воріт» (Leeuwenpoort). Закінчення «гук» у його псевдонімі означає «куточок» (hoek). Батько помер, коли Антоніо було шість років. Мати віддала хлопчика на навчання в гімназію у передмісті Лейдена. Дядько майбутнього натураліста навчив його основ математики і фізики. 1648 року Антон вирушив до Амстердама вчитися на бухгалтера, але замість навчання влаштувався на роботу в галантерейну крамницю.
1654 року він повернувся до рідного Делфту, де надалі жив до самої смерті. Купивши крамницю, він зайнявся торгівлею. У 1654 році Левенгук одружився. У подружжя було п'ятеро дітей, але тільки одна дитина пережила дитинство. Перша дружина Левенгука померла у 1666 році і 1671 року Левенгук одружився вдруге; його друга дружина померла 1694 року. За свідченнями Левенгук дружив з художником Яном Вермером, після смерті якого став розпорядником його спадку.
Опанувавши ремесло шліфувальника скла, Левенгук став відомим майстром і успішним виробником лінз. За своє життя він виготовив понад 500 лінз. Облаштувавши свої лінзи в металеві оправи, він спорудив мікроскоп 300-кратного збільшення. Антоні Левенгук створював мікроскопи, що складалися з однієї високоякісної лінзи з дуже короткою фокусною відстанню, в той час такі прості мікроскопи були краще багатолінзових мікроскопів, які збільшували проблему хроматичних аберацій.
За допомогою мікроскопів Левенгук проводив передові на ті часи дослідження. Серед іншого Левенгук першим відкрив еритроцити, описав бактерії, найпростіші, сперматозоїди, будову очей комах і м'язових волокон, знайшов і описав багато інфузорій, гідр тощо.

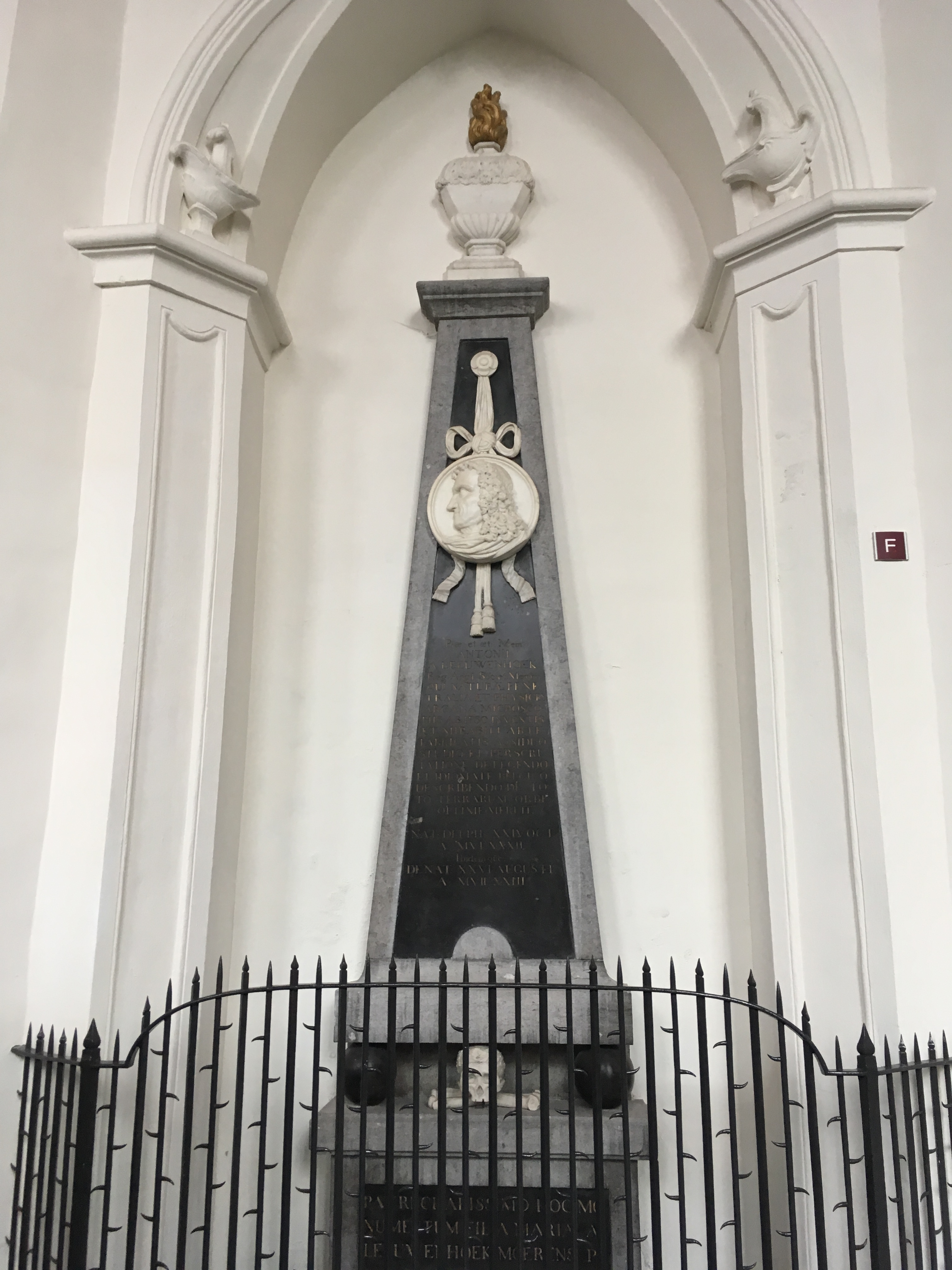
Меморіал Антоні ван Левенгука у Старій церкві міста Делфт

Левенгук помер 26 серпня 1723 року в Делфті й був похований у Старій церкві  Делфта.

## Твори
- Zendbrieven ontledingen en ontkenningen etc. (Послання розтину і відмов), (1685—1718, нід. нідерландською мовою)
- Opera omnia s. arcana naturae, (1722, лат. латинською мовою).
- M. Leewenhoeck and Regnerus de Graaf: A Specimen of Some Observations Made by a Microscope, Contrived by M. Leewenhoeck in Holland, Lately Communicated by Dr. Regnerus de Graaf. Phil. Trans. January 1, 1673 8:6037-6038; doi:10.1098/rstl.1673.0017 (Volltext)
- Antony van Leewenhoeck: Observations, Communicated to the Publisher by Mr. Antony van Leewenhoeck, in a Dutch Letter of the 9th of Octob. 1676. Here English'd: concerning Little Animals by Him Observed in Rain-Well-Sea. and Snow Water; as Also in Water Wherein Pepper Had Lain Infused. Phil. Trans. 1677 12:821-831; doi:10.1098/rstl.1677.0003 (Volltext)
- Mr. Leewenhoecks: Mr. Leewenhoecks Letter Written to the Publisher from Delff the 14th of May 1677, Concerning the Observations by him Made of the Carneous Fibres of a Muscle, and the Cortical and Medullar Part of the Brain; as Also of Moxa and Cotton. Phil. Trans. 1677 12:899-895; doi:10.1098/rstl.1677.0027
- D. Anthonii Lewenhoeck: Observationes D. Anthonii Lewenhoeck, De Natis E Semine Genitali Animalculis. Phil. Trans. 1677 12:1040-1046; doi:10.1098/rstl.1677.0068 (Volltext)